# Vézières
Vézières ist eine französische Gemeinde mit 346 Einwohnern (Stand: 1. Januar 2022) im Département Vienne in der Region Nouvelle-Aquitaine; sie gehört zum Arrondissement Châtellerault und zum Kanton Loudun (bis 2015: Kanton Les Trois-Moutiers).

## Geographie
Vézières liegt etwa 23 Kilometer südöstlich von Saumur. Nachbargemeinden von Vézières sind Lerné im Norden und Nordwesten, Seuilly im Norden und Nordosten, Beuxes im Osten, Sammarçolles im Südosten, Basses im Süden sowie Bournand im Westen und Südwesten.

## Bevölkerungsentwicklung
| Jahr                      | 1962 | 1968 | 1975 | 1982 | 1990 | 1999 | 2006 | 2013 |
| Einwohner                 | 568  | 535  | 453  | 390  | 370  | 358  | 351  | 361  |
| Quelle: Cassini und INSEE |      |      |      |      |      |      |      |      |

## Sehenswürdigkeiten
- Kirche Saint-Pierre

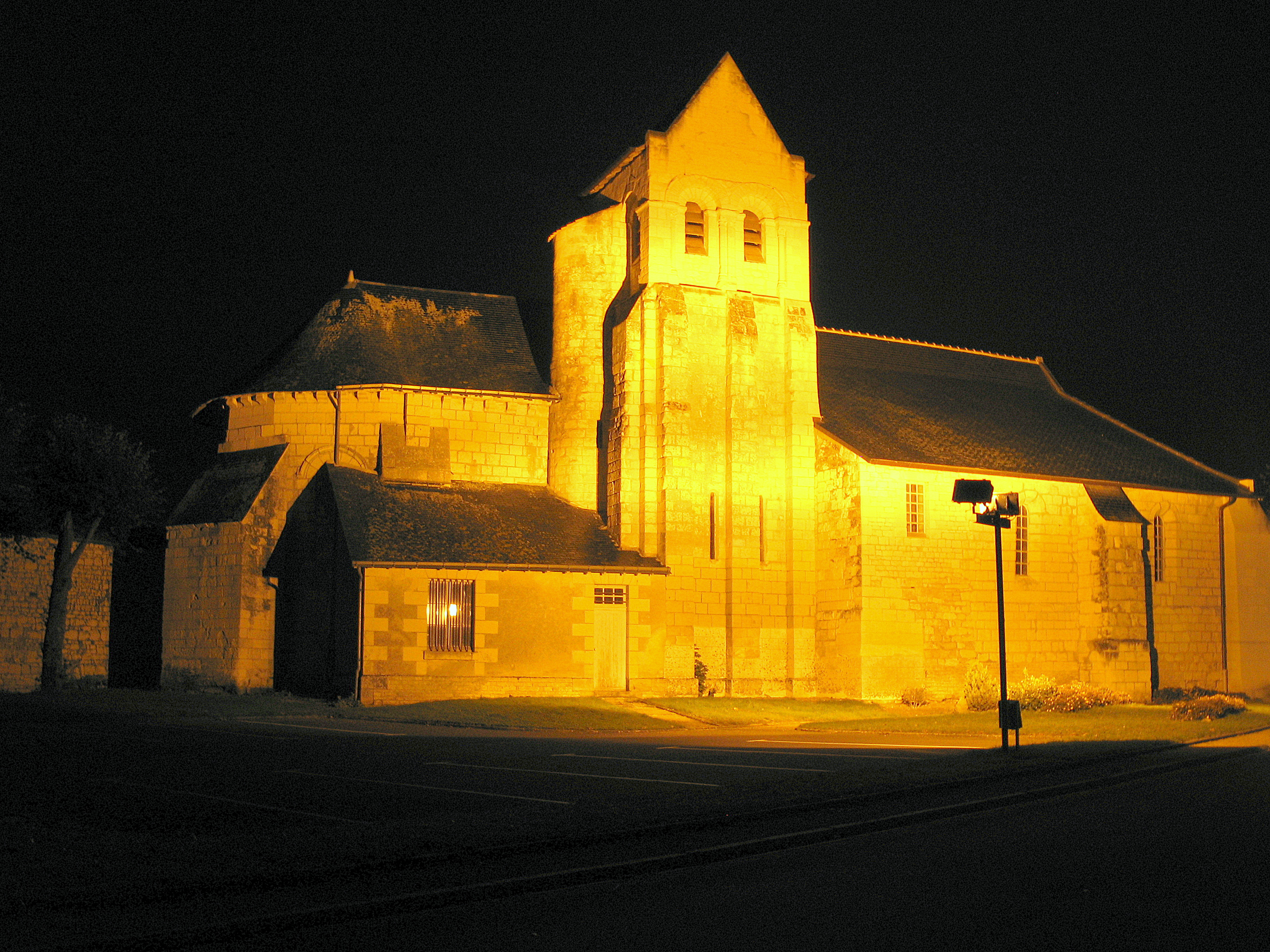
Kirche Saint-Pierre

- Schloss Montpensier, 1481 wieder errichtet, seit 1949 Monument historique
- Turm von Villiers-Boivin, seit 1967 Monument historique